# Desde la torre
Desde La Torre es un disco de la cantante argentina Patricia Sosa, editado en el año 2012 por el sello discográfico Calle Angosta Discos, y distribuido por Media Music.

## Historia
El disco, concebido según Sosa como "un homenaje que le hago a La Torre, sin la banda" consta de 13 temas y es un disco de nuevas versiones de algunas de las canciones que Patricia Sosa cantara siendo vocalista de dicho grupo entre los años 1982 y 1989. Fue grabado en Casa de la Música (Villa Mercedes, San Luís), siendo técnicos de grabación Mauro Tarelli y Martin Quinzio, con la asistencia de Gustavo Palena y Matias Gil. La mezcla y mastering estuvo a cargo de Mauro Tarelli, bajo la producción de Oscar Mediavilla.
El arte de tapa estuvo a cargo de "Baudis - Estudio de Diseño".
Los músicos que acompañan a Sosa en este disco son Daniel Vilá (teclados y arreglos), Daniel Leis (guitarras y coros), Gustavo Giuliano (bajo), Mariano Mere (teclados y coros), Pablo Garrocho (batería), Marta Mediavilla (coros) y María Campobasso (coros). Además cuenta con una lista prestigiosa de músicos invitados como David Lebon, Claudia Puyó, Adrian Barilari, Daniel Telis y Don Vilanova, además de los ex-La Torre Gustavo Giles, Beto Topini, Gady Pampillon, Oscar Mediavilla y Jota Morelli.
El disco está dedicado a Juan Alberto Badía, Lalo Mir, Daniel Grinbank, Fernando Moya, Daniel Ripoll y Jose Sosa con las palabras "sin ellos no hubiera sido lo mismo"
En uno de los recitales de presentación, Sosa dijo desde el escenario que "nos llevó dos años grabarlo, empezamos a hacerlo para nosotros y terminó siendo disco de oro en 20 días" y en diálogo con Cadena 3, agregó "Este trabajo grabado en la provincia de San Luis, contó con la producción de (Oscar) Mediavilla. Todo fue tan medido, tan calculado. Está grabado con un sonido 2020. Es una cosa impresionante"

## Lista de canciones
| N.º | Título                                                                               | Escritor(es)                                         | Duración |  |
| 1.  | «Colapso Nervioso» (del álbum "La Torre", editado en 1982.)                          | (Patricia Sosa/Oscar Mediavilla)                     | 3:40     |  |
| 2.  | «Estamos en acción» (del álbum "Presas de Caza", editado en 1986.)                   | (Patricia Sosa / Fernando Lupano / Beto Topini)      | 4:40     |  |
| 3.  | «Siluetas de sal» (del álbum "Presas de Caza", editado en 1986.)                     | (Sosa/Mediavilla)                                    | 4:04     |  |
| 4.  | «Moscú» (del álbum "Movimiento", editado en 1988.)                                   | (Sosa/Mediavilla)                                    | 4:41     |  |
| 5.  | «Solo Quiero Rock and Roll» (del álbum "Solo Quiero Rock and Roll", editado en 1984) | (Sosa/Mediavilla)                                    | 4:20     |  |
| 6.  | «Mi Amor Eterno» (del álbum "Movimiento", editado en 1988.)                          | (Sosa/Mediavilla)                                    | 4:10     |  |
| 7.  | «Rompe Mi Amor, Rompe» (del álbum "Solo Quiero Rock and Roll", editado en 1984)      | (Patricia Sosa/Oscar Mediavilla/Carlos García López) | 2:54     |  |
| 8.  | «Pesadilla en Oriente» (del álbum "Solo Quiero Rock and Roll", editado en 1984)      | (Sosa/Mediavilla)                                    | 4:04     |  |
| 9.  | «Llórame Un Río» (del álbum "Solo Quiero Rock and Roll", editado en 1984)            | (Arthur Hamilton)                                    | 3:33     |  |
| 10. | «No Me Vencerán Jamás» (del álbum "Movimiento", editado en 1988.)                    | (Sosa/Mediavilla)                                    | 3:46     |  |
| 11. | «Tiempo de Descuento» (del álbum "Solo Quiero Rock and Roll", editado en 1984)       | (Sosa/Mediavilla)                                    | 3:33     |  |
| 12. | «Viaje a la Libertad» (del álbum "Viaje a la Libertad", editado en 1983)             | (Sosa/Mediavilla)                                    | 3:55     |  |
| 13. | «Vuelvo a Anclar en mi Lugar» (del álbum "La Torre", editado en 1982)                | (Sosa/Mediavilla)                                    | 4:47     |  |

## Músicos invitados, canción por canción
Estamos en Acción:
Invitado: Oscar Mediavilla (guitarra)

Siluetas de Sal:
Invitado: David Lebón (voz, solo de guitarra)

Solo Quiero Rock and Roll
Invitado: Jota Morelli (Batería)

Mi Amor Eterno
Invitado: Beto Topini (Batería)

Rompe Mi Amor, Rompe
Invitados: Claudia Puyó (Voz), Oscar Mediavilla (Guitarra)

Pesadilla en Oriente
Invitado: Oscar Mediavilla (Guitarra)

Llórame Un Río
Invitado: Gady Pampillón (Solo de Guitarra)

Tiempo de Descuento
Invitados: Adrián Barilari (Voz), Daniel Telis: (Solo de Guitarra)

Viaje a la Libertad
Invitados: Daniel Telis (Solo de Guitarra), Beto Topini (Batería)

Vuelvo a Anclar en mi Lugar
Invitados: Don Vilanova (Solo de Guitarra), Gustavo Giles (Bajo)